# Geologie der Canyonlands

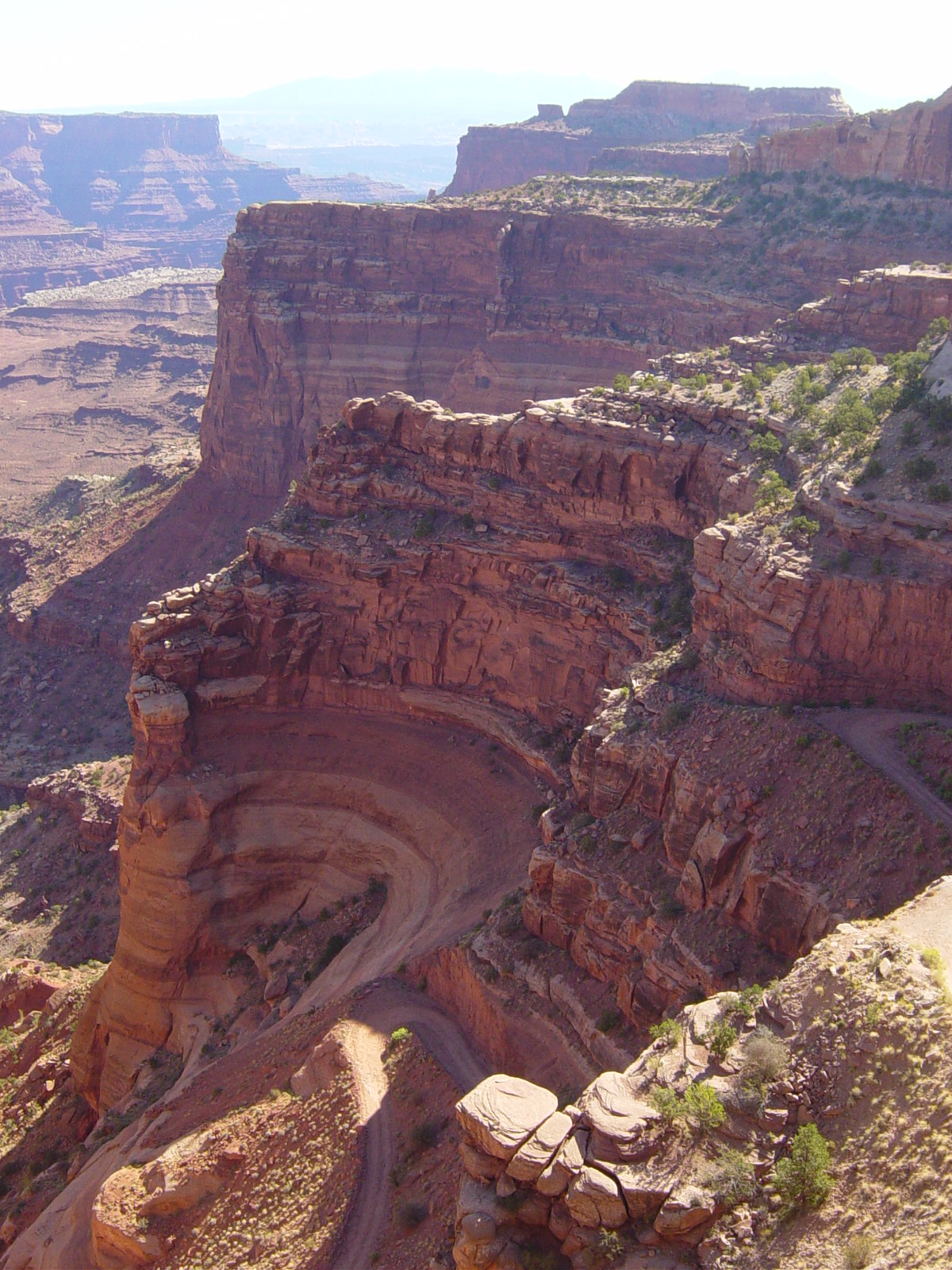
Shafer Canyon Overlook in den Canyonlands

Die Geologie der Canyonlands ist sehr abwechslungsreich. Im Canyonlands-Nationalpark im US-Bundesstaat Utah sind 12 Gesteinsformationen aufgeschlossen, deren Alter vom Pennsylvanium (Oberkarbon) bis in die Kreidezeit reicht. Die älteste und vielleicht auch interessanteste Formation besteht aus Evaporiten, die auf eindampfendes Meerwasser zurückzuführen sind. Vorstoßende und sich wieder zurückziehende warme Flachmeere hinterließen im weiteren Verlauf des Paläozoikums verschiedene fossilreiche Kalke, Sandsteine und Schiefertone.
Der Abtragungsschutt der nahegelegenen Bergkette der Uncompahgre Mountains vermischte sich dann im Perm mit den Ablagerungen von küstennahen Dünen und Sandbarren. Am Ende des Paläozoikums und mit Beginn des Mesozoikums zog sich das Meer für immer aus der Region der Canyonlands zurück. Eine sehr flache Landschaft wurde in der Trias von Schwemmebenen und Marschen beherrscht. Weiter im Landesinneren herrschte trockenes Klima. Ausgedehnte Wüsten bedeckten große Teile Nordamerikas. Nur kurzzeitig kam es zu einer Rückkehr feuchterer klimatischer Bedingungen, dokumentiert in mit Dünenablagerungen konkurrierenden Flusssedimenten.
In der späten Oberkreide begann der allmähliche Heraushebungsprozess der Rocky Mountains. Für die Canyonlands hatte dies schwerwiegende Folgen, so wurden beispielsweise die Erosionsraten stark erhöht. Mit den pleistozänen Vereisungen erfuhren letztere eine weitere Beschleunigung. Erst seit der jüngsten Vergangenheit erfolgt die Erosion wieder wesentlich langsamer.

## Stratigraphie

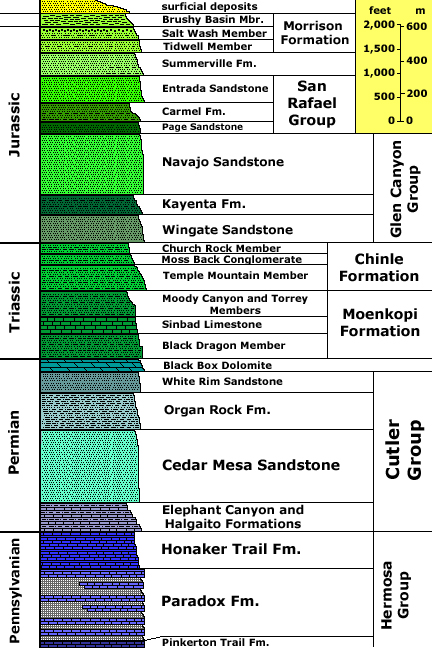
Stratigraphie der Canyonlands - USGS

### Hermosa-Gruppe
Im frühen Pennsylvanium wurden die Canyonlands von einem ausgedehnten Meer bedeckt. Im Osten kam es zur Heraushebung einer Gebirgskette, den Uncompahgre Mountains. Unmittelbare Folge war eine Krustenvertiefung an ihrer Westseite – es entstand das Paradox-Becken, ein typisches Vorlandbecken. In diesem sehr rapid absinkenden Becken wurden während des Mittleren Pennsylvaniums aufgrund des ariden Klimas mehrere Tausend Meter an Evaporiten (zuerst Anhydrit und Gips, später dann Steinsalz und Sylvin) aus dem Meerwasser ausgeschieden. Die Salzlagen verzahnen sich des Öfteren mit siliziklastischen Einträgen, welche bei Unwetterperioden aus dem Bergmassif herausgewaschen wurden. Frisches Meerwasser füllte gelegentlich das Becken wieder auf, konnte aber das an Salzen übersättigte Beckenwasser nie ganz verdrängen (es überschichtete nur das dichtere Beckenwasser und blieb auf die Oberfläche beschränkt). Die ausgeschiedenen Evaporitlagen verfestigten sich später zur Paradox-Formation, Teil der Hermosa-Gruppe. Während des späteren Pennsylvanium begannen die unter der Kompression der anwachsenden Auflast stehenden Salzschichten sich plastisch zu verformen und in höhere Lagen aufzudringen. Die Hauptphase dieser Salztektonik dürfte bis zum Ende des Juras angedauert haben. Satellitengestützte Messungen belegen jedoch, dass selbst bis auf den heutigen Tag die Salz- und Gipslagen noch nicht zur Ruhe gekommen sind und weiterhin überlagernde Sedimentschichten verformen.
Die Paradox-Formation wird stellenweise bis zu 1520 Meter mächtig. Im Nationalpark steht sie im unteren Abschnitt des Cataract Canyon als Gipsgestein mit Schwarzschieferzwischenlagen an. Diapirartiges Aufsteigen der Paradox-Formation erklärt auch möglicherweise das Entstehen des Upheaval Dome, selbst wenn die Formation dort nicht aufgeschlossen sein sollte. Die vorherrschende Theorie ist jedoch nach wie vor der Einschlag eines Meteoriten.
Gegen Ende des Pennsylvaniums kehrte ein warmes Flachmeer in das Gebiet der Canyonlands zurück. Auf den mächtigen Salzlagen wurden jetzt Kalkschlämme, Sande und Tone abgesetzt. Diese Sedimente wurden zu den Fossilkalken, Sandsteinen und Schiefertonen der graugefärbten Honaker-Trail-Formation. Aufschlüsse der Honaker-Trail-Formation befinden sich am Talboden der tief eingeschnittenen Canyons im Nationalpark, die besten liegen natürlich am Colorado River selbst.
Es setzte daraufhin Erosion ein und es entstand eine Schichtlücke in den geologischen Aufzeichnungen.

### Cutler-Formation
Im frühen Perm erfolgte eine Meerestransgression von Westen, deren Sedimente jetzt das Elephant-Canyon-Member der Cutler-Formation bilden. Das Elephant-Canyon-Member verzahnt sich gegen Osten mit den kontinentalen Sedimenten des Halgaito-Shale-Members. Beide Member sind im Cataract Canyon und im Elephant Canyon zu sehen.
Die Uncompahgre Mountains waren zum damaligen Zeitpunkt schwerwiegender Erosion ausgesetzt. Große Schwemmfächer verfüllten den Übergangsbereich zwischen der Bergkette und dem Paradox-Becken. Die resultierenden Rotsedimente der ungegliederten Cutler-Formation bestehen daher überwiegend aus eisenreichen Arkosesandsteinen. Marine Sandbarren und küstennahe Sanddünen verzahnen sich mit den Rotsedimenten, sie wurden später zum weißgefärbten, steilwandbildenden Cedar-Mesa-Sandstone-Member. Diese beiden miteinander konkurrierenden Gesteinseinheiten sind im Nationalpark jetzt in einem 6,4 bis 8 Kilometer breiten Band aufgeschlossen, welches sich von den «Needles» über den «Maze» bis hin zum «Elaterite Basin» erstreckt.
Buntgefärbte (rote bis braune), oxidierte Tonsteine wurden anschließend über dem Cedar-Mesa-Sandstone-Member abgelagert. Sie bilden jetzt das Organ-Rock-Shale-Member, eine relativ verwitterungsanfällige Gesteinseinheit, die im so genannten «Land of Standing Rocks» zu Tage tritt.
Küstennahe Sanddünen und marine Sandbarren kehrten erneut zurück und hinterließen das schräggeschichtete, steilwandbildende White-Rim-Sandstone-Member. Es bildet 365 Meter unterhalb der Spitze des «Island in the Sky» eine markante Plattform, was letzterem seinen Namen eintrug. Ferner ist es entlang des «White Rim Trail» sowie im «Elaterite Basin» (als versteinerte ehemalige Sandbarre) aufgeschlossen. Das Elaterite Basin trägt seinen Namen aufgrund einer hier zu Tage tretenden, dunkelbraunen, ölig-teerigen Substanz, dem Elaterit (elastischer Bitumen).
Das permische Meer zog sich zurück, lange anhaltende Abtragung begann und es entstand erneut eine Schichtlücke. 

### Moenkopi-Formation und Chinle-Formation
In der Trias wurden siliziklastische Rotsedimente auf der eingeebneten paläozoischen Oberfläche abgelagert. Die Sedimente entstammten Flussläufen, die eine ausgedehnte, leicht geneigte Tiefebene nach Westen in Richtung offenes Meer entwässerten. In Marschen setzte sich Schlick ab, der später die Tonsteine der Moenkopi-Formation bilden sollte. Beispiele dieser Formation mit Rippelmarken und Trockenrissen können im Nord- und Westteil des Nationalparks beobachtet werden.
Das Meer zog sich erneut zurück und es kam zu einer weiteren Erosionsphase. Auf dieser Erosionsfläche setzten sich dann die buntgefärbten Schiefertone der hangbildenden Chinle-Formation ab. Am Hangfuß der Chinle-Formation wird im Petrified-Forrest-Member oft versteinertes Holz gefunden.

### Glen-Canyon-Gruppe
Die Glen-Canyon-Gruppe umfasst folgende Formationen (von jung nach alt):
- Navajo Sandstone
- Kayenta-Formation
- Wingate Sandstone

Diese Gesteinseinheiten sind am besten im West- und Nordteil des Nationalparks aufgeschlossen.
Das triassische Klima wurde schrittweise trockener, es entstanden Sanddünen, die Trockentäler und assoziierte Schwemmebenen unter sich begruben. Diese Dünen verfestigten sich zum steilwandbildenden und über hundert Meter mächtigen, rotgefârbten Wingate Sandstone. Die Sandsteinmauer verläuft im Gelände oft hunderte von Kilometern ohne größere Unterbrechung und stellt daher oft ein Verkehrshindernis dar.
Kurzzeitig wurde das Klima wieder etwas feuchter, so dass sich jetzt Flussläufe durch die Dünen ihren Weg bahnten. Sie hinterließen rotbraune bis lavendelfarbene Sandsteine, die mit Siltsteinen und Schiefertonen abwechselten – es resultierte die hangbildende Kayenta-Formation.
Die jüngste Formation aus der Glen-Canyon-Gruppe entstand erneut unter ariden Umweltbedingungen. Zum damaligen Zeitpunkt hatte sich im westlichen Nordamerika eine sehr trockene, saharaähnliche Wüste gebildet, die rund 388000 Quadratkilometer bedeckte. Schräggeschichtete Sanddünen erreichten enorme Höhen, insbesondere im nahegelegenen Zion-Nationalpark und im Kolob Canyon (siehe auch Geologie des Zion-Nationalparks). Es entstand der leicht orangefarbene Navajo Sandstone, der riesige Felswände, Felstürme und manchmal auch Felsentore (wie beispielsweise der Millard Canyon Arch) bilden kann.
Es folgte erneute Abtragung unter Ausbildung einer Schichtlücke.

### San-Rafael-Gruppe
Auf der Abtragungsfläche der Glen-Canyon-Gruppe entstanden Watten, die spätere Carmel-Formation. Über den erosionsanfälligen Sedimenten der Carmel-Formation wurde dann der massive Entrada Sandstone abgelagert, ebenfalls ein Steilwandbilder. Langanhaltende Erosionstätigkeit entfernte daraufhin wieder einen Großteil der San-Rafael-Gruppe und eventuelle kreidezeitliche Sedimente.

## Tektonische Heraushebung
Vor rund 70 Millionen Jahren setzte die Laramische Gebirgsbildung ein, die bis weit ins Tertiär andauern sollte. Ergebnis dieses Prozesses war die allmähliche Herausbildung der Rocky Mountains. Die Gegend der Canyonlands wurde hierbei um rund tausend Meter angehoben, ohne dass der ursprüngliche Schichtenverband dabei stärker gestört wurde. Die Schichten verblieben weiterhin in ihrer ursprünglichen horizontalen Lage. Das langsame Anheben bewirkte jedoch eine ausgeprägte Klüftung des Gesteinverbandes, welche ihrerseits wiederum großen Einfluss auf Erosionsmuster nahm.
Als die Salzlagen der Paradox-Formation vom Grundwasser erreicht wurden, gingen die leichter löslichen Salze in Lösung, nur der Gips blieb zurück. Im Gebiet der «Grabens» kam es sogar so weit, dass höherliegende Schichtglieder in die so entstandenen salzleeren Hohlräume nachstürzten.
Während der pleistozänen Vereisungen hatte sich die Erosionsrate enorm erhöht, so dass die Canyons nun schneller ausgeräumt wurden. Verbreiterung und Vertiefung der Canyons hatte sich insbesondere beim Green River und beim Colorado River sehr stark beschleunigt, da diese Flüsse Gletscherschmelzwasser aus den Rocky Mountains führten. Diese landschaftsgestaltenden Prozesse setzten sich in den Canyonlands bis ins Holozän (bzw. Jetztzeit) fort, verlaufen aber jetzt aufgrund der gestiegenen Aridität wesentlich langsamer.